# 第14SS武装擲弾兵師団
第14SS武装擲弾兵師団『ガリーツィエン』（ウクライナ第1）（独: 14. Waffen-Grenadier-Division der SS (galizische Nr. 1)）は、武装親衛隊の師団。1943年、ウクライナ西部のガリツィア（ドイツ語名:ガリーツィエン、ウクライナ語名:ハルィチナー）からの義勇兵で編成され、ブロディをめぐる戦闘で大損害を受けた後、再編成されてウクライナ国民軍第1師団と改名、連合軍に降伏するまで、スロバキア、ユーゴスラビア、オーストリアで作戦任務に就いていた。

## 背景
第一次世界大戦終結によるオーストリア＝ハンガリー帝国の崩壊により、ウクライナ人が住民の多数を占めていたガリツィア東部はポーランドの一部と化すのを嫌い、西ウクライナ人民共和国としての独立を宣言した。しかしポーランドはこれを軍事力でたたき潰し、ガリツィア東部はポーランド領となった。戦争中、ガリツィア東部のウクライナ人は民主主義者が穏健派を、民族主義者が強硬派を形成し、後者はウクライナ民族主義者組織（OUN）を結成し、多数派を占めていた。
その後OUNは分裂、ステパーン・バンデーラが率いる多数派のOUN-Bに対抗すべくアンドリーイ・メーリヌィク (革命家)が率いた少数派のOUN-Mはアプヴェーアとの緊密な関係を持つ。第二次世界大戦勃発によるナチス・ドイツとソビエト連邦による侵攻により、ポーランドが分割統治され、ガリツィア東部はソビエト連邦のウクライナ・ソビエト社会主義共和国の領土とされたが、1941年6月22日、ドイツがバルバロッサ作戦を発動、ソ連侵攻を開始すると、今度はガリツィア全土がドイツの占領下となった。
ウクライナにおける民族主義組織はその保有戦力でソ連との戦いに参加することをナチス・ドイツに希望していたが、独ソ戦初期においては考慮されなかった。しかし、1943年初頭、度重なる激闘で人的資源が枯渇しつつあったドイツ国防軍はウクライナの民族主義組織を戦力として用いることを考慮するようになり、その後、ウクライナ人師団を編成することを正式に決定、1943年12月28日、発表された。

## 編成

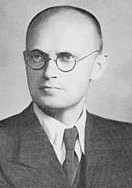
ヴォロディームィル・クビヨーヴィチ

師団はウクラナイナ中央委員会により組織され、ウクライナのカトリック教会の支持を得た上で、ヴォロディームィル・クビヨーヴィチが率いることとなった。ドイツはウクライナ人を始めとするスラブ民族を劣等民族とする、彼らの人種イデオロギーについて何ら修正しようとしなかったが、ドイツ総統アドルフ・ヒトラーへの忠誠宣言を求めるにあたって、反共主義についてのみとするよう取り計り、また、カトリック教会（ウクライナにおいてはウクライナ東方カトリック教会、もしくはカトリックの信徒が多かった）の従軍司祭同行が認められていた。軍事史作家のMichael O. Loguszは自らの著書「Galicia Division: The Waffen-SS 14th Grenadier Division, 1943-1945」の中で、こういった各種譲歩はドイツの敗色が濃くなり、ウクライナ将兵の士気が下がることを懸念して行われたと主張している。またMichael O. Loguszは師団内のナチ化は行われなかった、とも主張している。
ドイツ人以外の将兵で構成された師団の編成は、共産主義と戦うという旗の下、以前より行われており、フランス、オランダ、ラトビア、エストニア、クロアチアの義勇兵が参加していた。ウクライナでの師団編成においては、ウクライナ独立へのステップであるとドイツが認めていたため、義勇兵を募ることに支障はなかった。1943年4月28日、ガリツィアで登録された80,000名のウクライナ人で師団を編成することが発表され、1943年12月にはすでに活動可能であったが、1944年5月までは訓練を続けていた。

## 師団編成

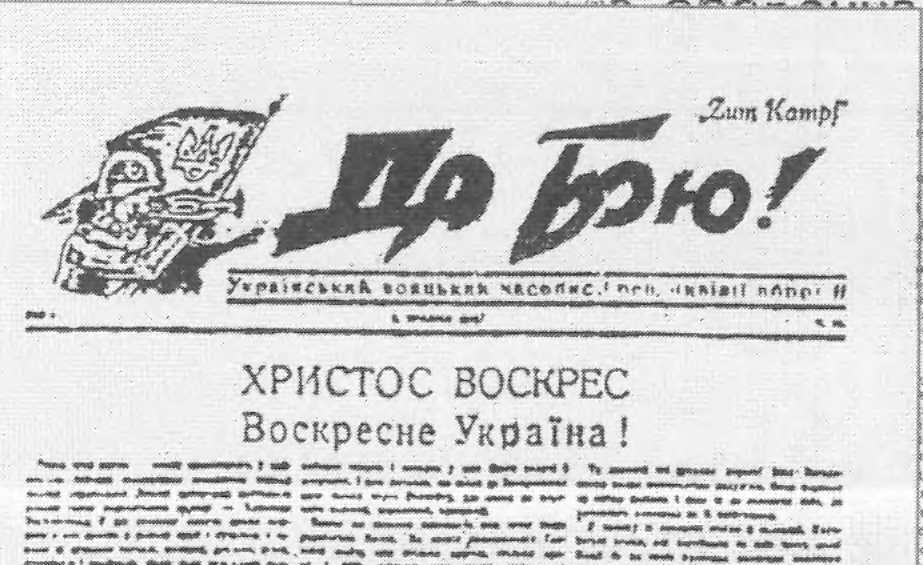
師団機関誌『闘争へ！（独 : Zum Kampf 宇 : да бою！）』

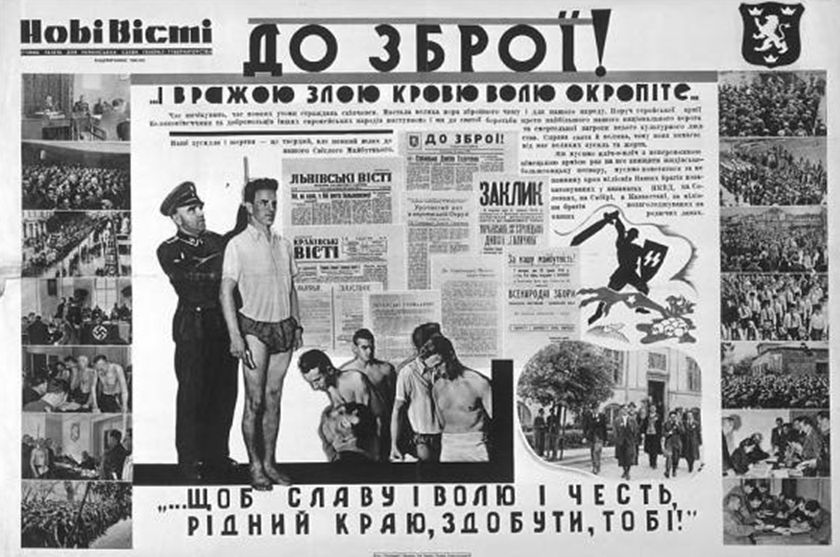
入隊を呼び掛ける宣伝ポスター

師団には、バンデーラ派OUN-Bの極端な国家社会主義イデオロギーに反感を持ち、その軍事組織であるウクライナ蜂起軍（UPA）と歩調を合わせたくないと考えながらも、ウクライナの為になら戦うという義勇兵も含まれていた。また、師団の世話役であり、最高級将校を勤めたドムィトロー・パリーイウはポーランド第二共和国における小政党の党首であり、彼の同僚の多くが穏健左派政党、ウクライナ国民民主連合（ポーランド語:Ukraińskie Zjednoczenie Narodowo-Demokratyczne、UNDO）の党員であった。彼等は戦前、ポーランドとの対話を行い、OUNなどの国家社会主義に反対していた。さらに、師団にはアンドリーイ・メーリヌィク率いる国家社会主義穏健派も加わったが、これはOUN-Bが牛耳るUPAとの釣り合いを取るためと見做されていた。また、師団はムィハーイロ・オメリヤノーヴィチ＝パウレーンコ将軍のような追放されてポーランドに避難していたウクライナ人民共和国亡命政府の要員からも精神的支援を受けていた。そして、ウクライナ東方カトリック教会、ウクライナ正教会も師団の支持をしており、キエフ正教会府主教ムスティスラウの息子もそのメンバーであった。
当初OUN-Bは師団が自らのコントロール外にあるということで編成に反対しており、ウクライナ人兵士を民族主義運動から引きはがして大砲の餌食として前線に投げ出しドイツ軍の盾にするもので、この師団はイギリスの植民地人部隊と似たような植民地的存在にすぎないと主張した。しかしドイツ側がOUN-Bの干渉を許さず、師団の編成作業が進捗してくると今度はOUN-Bの影響力を確保すべく、軍事訓練を行った多くの構成員を送り込んできた。そのうち幾人かは師団幹部となった。 しかしこの加入によってOUN-Bが師団内で主導権を握ることはなかった。

## 師団

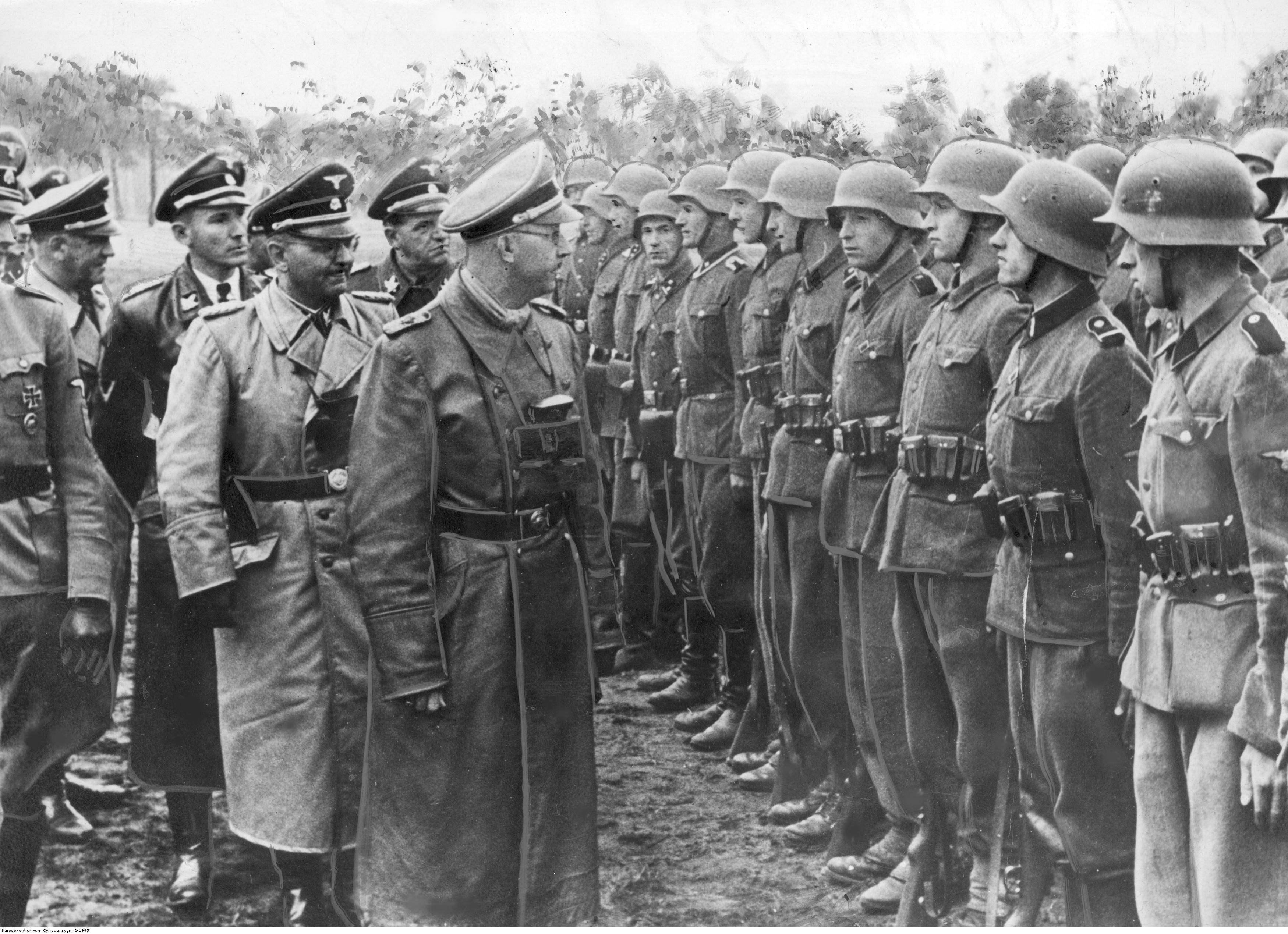
ヒムラーの閲兵を受ける師団兵（1943年5月）

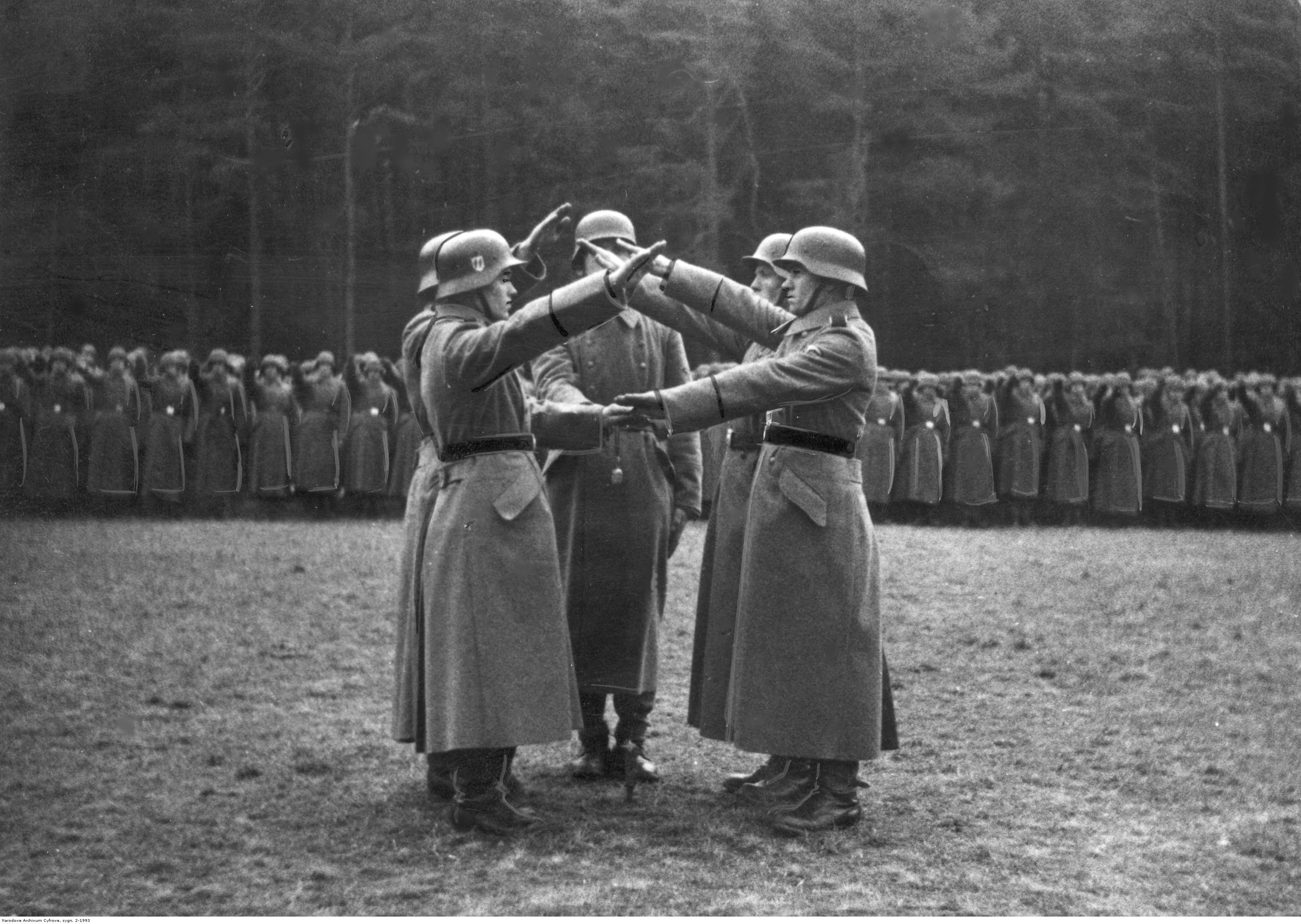
宣誓式（1943年4月）

### 指揮官
SS師団「ガリーツェン」はドイツ人とウクライナ人の高級将校が師団幹部を務めることになり、600名のドイツ将校が師団編成のためにベルリンより派遣された。その内わけは半分がプロイセン東部から派遣されたドイツ人将校、残り半分がオランダ人将校であった。また、過去にオーストリア＝ハンガリー帝国軍に所属していた300名（ウクライナ人民共和国軍所属であった100名、ポーランド軍予備役であった100名を含む）のウクライナ将校も所属した。
師団長にはナチス党からフリッツ・フライターク（de:Fritz Freitag）親衛隊上級大佐、参謀にはヴォルフ・ハイケ（Wolf Dietrich Heike）親衛隊少佐がそれぞれ着任、師団に所属した連隊の連隊長はドイツ人が勤め、SS第31擲弾兵連隊にはルドルフ・パニア親衛隊大佐、2個警察連隊にはビンツ親衛隊少佐とフランツ・レヒターラー親衛隊中佐がそれぞれ任命された。Ottawa Citizenの記者デビッド・プリエーゼはカナダ国内の元ガリーツェン師団員を批判する記事の中で、師団長フリッツ・フライタークについて「ユダヤ人の大量虐殺に直接関与した狂信的なナチスだった。」と主張すると同時に、「SSガリーツェンの指揮官の中には、アインザッツグルッペン殺人部隊に所属し、ユダヤ人の大量処刑に個人的に参加した、ウクライナ生まれのSS中将ハインリヒ ウィーンもいた。もう一人の師団士官、SSオーバーシュトルムバン総統フランツ・マガルも熟練のユダヤ人殺害者であった。」と主張している。

### 兵士

SSガリツィア（ウクライナ第1）の盾章 1943年-1945年

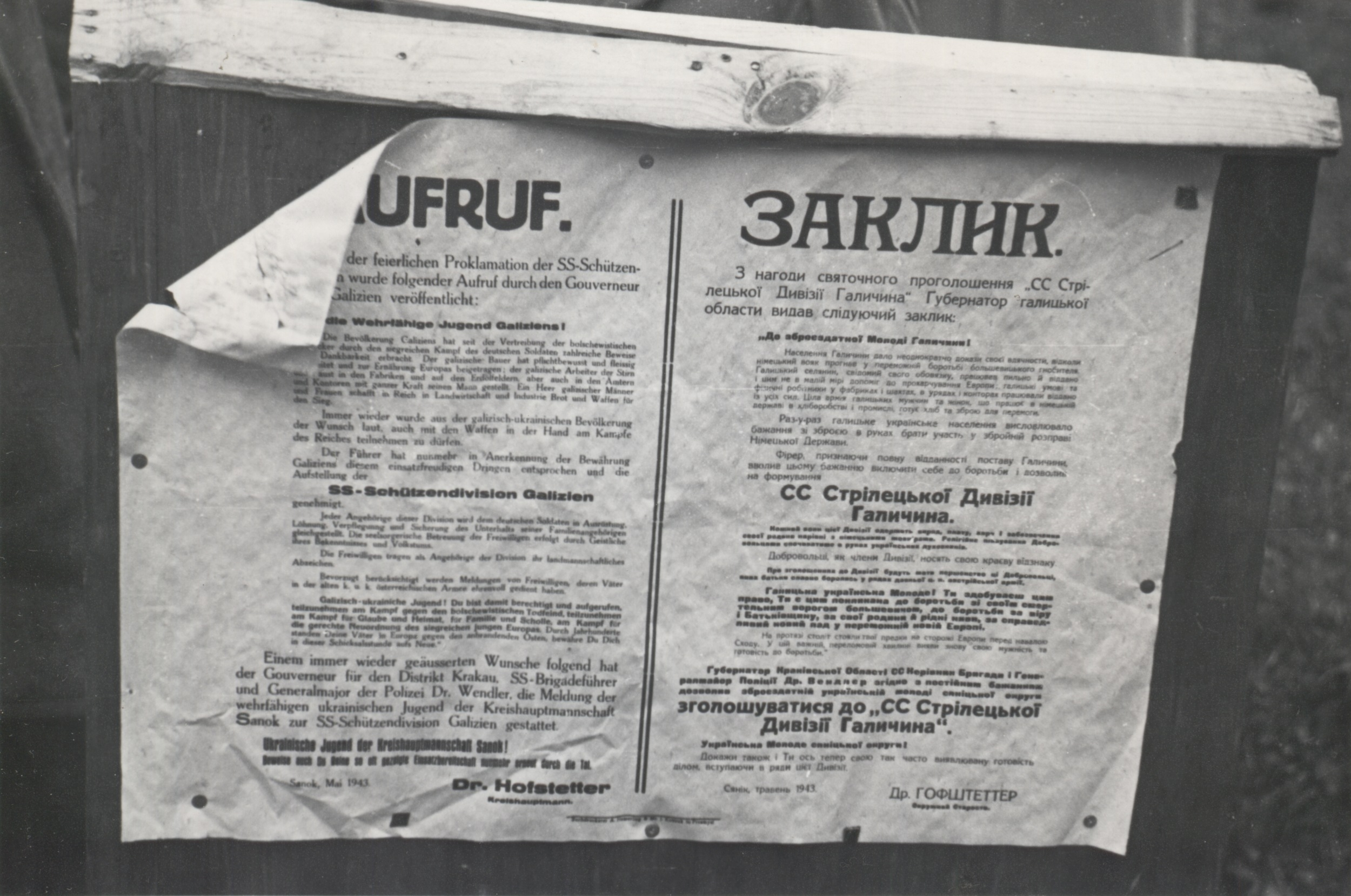
左がドイツ語、右がウクライナ語、政府による義勇兵募集のポスター（サノクにて、1943年5月）

兵士には18歳から35歳までの身長165 cm以上の者が選ばれた。OUN-Bのメンバーは加わることが禁じられていたが、前述の通り師団には多くの数が加わっていた。軍服はドイツ国防軍の標準的な物が支給され、右肩にガリツィア地章である獅子と3つの王冠の描かれたものが着用されたが、ウクライナの国章である「三叉戟」の着用は禁じられた。
K・シュルツ親衛隊大尉 はベルリンに以下を報告している。
1. 80,000名の義勇兵が入隊した事。
2. 53,000名を受け入れた事。
3. 42,000が徴集兵のリストから加えられた事。
4. 27,000名を受け入れた事。
5. 1,400名に将兵以外の他の任務ならば参加できるかどうか尋ねた事。
6. 25,600名が契約文書を受け取った事。
7. 19,047名が仕事より徴集された事。
8. 13,245名が新人の実数である事。
9. 1,487名が健康状態から採用に至らなかった事。

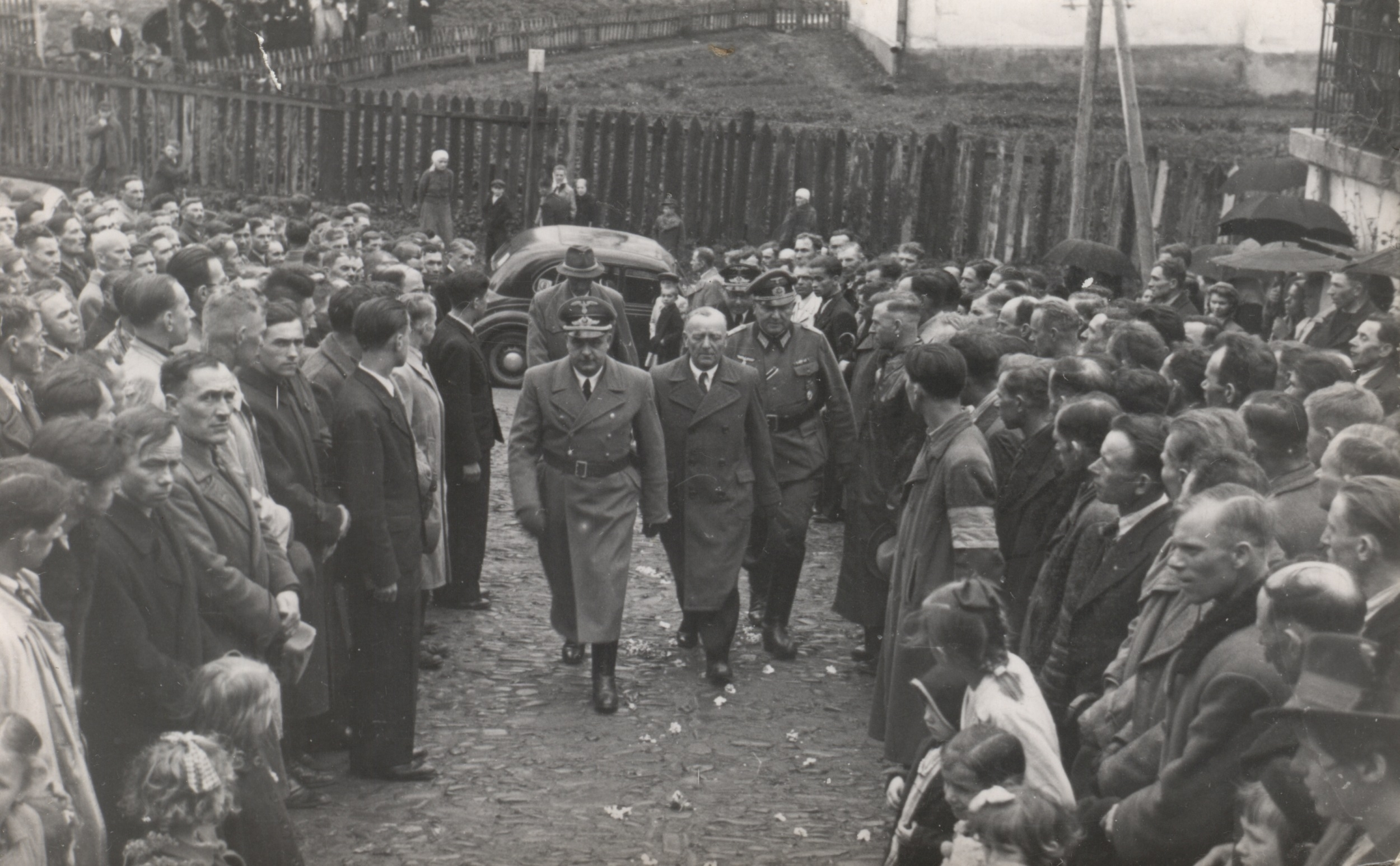
義勇部隊編成前、ウクライナ東方カトリック教会へ入るハンス・フランクとガリツィア師団のホフステッタ博士、1943年、サノクにて

1943の5月、サノクのコシチューシコ通りを行進する義勇兵たち

10. 11,578名が訓練キャンプに送られた事。[9]

## 実戦投入

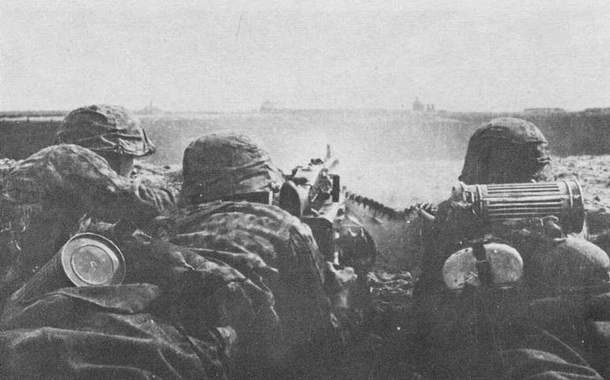
MG42の射撃を行う師団の機関銃班（1944年）

1944年初頭師団は戦線に送られ、初任務に就くこととなった。師団には戦闘経験が欠けていたがその装備は充実しており、大部分の将兵が1943年-1944年期のドイツ徴集兵よりも厳しい訓練を受けていた。

### パルチザン掃討活動
1944年2月初旬、師団は、ソ連とポーランドのパルチザンの掃討任務に就いていたベイヤースドルフSS戦闘団を増援するために2個戦闘団を編成するよう命令された。最初の戦闘団は第5連隊と共にザモシチへ、もう一つの戦闘団は第4連隊と共にブロディへそれぞれ送られた。初の実戦だったが、SS戦闘団は十分働いたと評価され、ヴァルター・モーデル元帥より感状を与えられた。

### ブロディの戦い
師団は激しい戦闘の続くブロディに送られ、第XIII軍団の指揮下で、消耗した6個歩兵師団と共に約80kmの戦線を維持するよう命令された。7月8日、第XIII軍団は第1装甲軍へ転属し、予備とされたガリツィア師団の第29SS、第30SS、第31SS擲弾兵連隊、軽歩兵大隊、工兵大隊、砲兵連隊はブロディに配置された。第14SS野戦補充大隊はその後方24kmに配置された。
7月13日、ソ連赤軍のイワン・コーネフ元帥率いる部隊が攻撃を開始した。翌日までに赤軍は第XIII軍団の北方に配置されたドイツ師団を撃破し、ドイツ軍の反撃も退けた。7月15日、ガリツィア師団は2個装甲師団と共に反撃を試みたが、赤軍第2航空軍はわずか5時間ほどの間に延べ3,288機によって102トンもの爆弾を投下し、阻止にかかった。。7月18日、師団の野戦補充大隊は赤軍の攻撃により壊滅、残存兵は西へ退却した。第XIII軍団に所属するドイツ人とウクライナ人、約30,000名はブロディにおいて赤軍に包囲された。
ガリツィア人部隊は包囲陣内の東側、ピドヒールツィとオレーシコ周辺の防衛任務についた。赤軍は、比較的実戦経験の少ないガリツィア師団の防衛地区に攻撃を集中して、包囲陣内のドイツ軍を殲滅することを決定、7月19日より攻撃を開始した。しかし、ガリツィア師団所属の第29SS、第30SS連隊は師団砲兵連隊の支援の元、予想よりも激しい反撃を行った。午後遅くにピドヒールツィは奪われたが、オレーシコでは軽歩兵大隊と工兵大隊が、T-34戦車を先頭に立てた赤軍の攻撃を撃退した。
7月20日、包囲陣内のドイツ軍師団は解囲を試み、当初は順調に後退できたが、敵の反撃が本格化したため結局押し返されてしまった。この戦闘で第31SS連隊は壊滅した。脱出作戦は翌7月21日午前1時に再開されたがこれも失敗。しかし解囲作戦は外部からも試みられており、同日包囲陣の約16km西方でドイツ軍の装甲擲弾兵連隊が赤軍の前線を突破し短時間ながらも包囲陣内との連絡の確保に成功、約400名のガリツィア兵を含む約3,400名の救出に成功した。一時の成功だったが、その日の終わりまでに赤軍は総攻撃を開始、外部との連絡路はたちまち遮断されガリツィア師団の前線は全面的に崩壊した。ここに至ってフライターク師団長は師団が壊滅したと判断し組織を解散、各員はそれぞれに脱出するよう命令した。フライタークと司令部要員は戦闘団を編成し、指揮下部隊を残して南へ向かった。一部のウクライナ人戦闘部隊はそのまま残り、他の将兵はドイツ軍へ編入されるか逃亡して散り散りとなった。未だ戦力を保っていたウクライナ第14SS軽歩兵大隊は、第XIII軍団の残存部隊の後衛を務めた。大隊がビールィイ・カーミニを確保したことにより、残存部隊や落伍兵は南に退却することができ、赤軍の攻撃を凌ぐことができた。7月21日夕方までに、大隊はブグ川北岸での唯一戦力を維持した部隊となっていた。
7月22日早朝、第14軽歩兵大隊はビールィイ・カーミニを放棄した。ブロディ包囲網は幅、長さ共にわずか5〜8kmにまで縮小していた。ドイツ兵ともガリツィア兵も全力をもって包囲陣を突破するまで前進し続けるよう命令された。さもなければ全滅であった。戦闘は激しく、絶望的なものであった。南へ向けて押し寄せるドイツ兵とウクライナ兵は、歩兵部隊の支援を受けた赤軍第91独立戦車旅団「プロスクーロフ」を圧倒し、数百の将兵が脱出に成功した。そして包囲陣は7月22日の夜までに制圧された 。
激戦にもかかわらず師団は規律を維持しており、最終的に大部分の将兵が脱出に成功した。ブロディに展開していたガリツィア兵約10,400名の内、約3,000名はすぐに師団へ復帰した。森や農村に隠れていた約2,300名も数ヶ月後に原隊に復帰、それと同じくらいの人数がウクライナ蜂起軍に参加した。戦死者は約2,000名、約900名が捕虜となった。

### スロバキア民衆蜂起
ドイツ軍は数ヶ月をかけて師団を再編成した。1944年9月末、再建された師団はスロバキア民衆蜂起の鎮圧に参加した。
最初の部隊、第29連隊は支援部隊とともに9月28日に来着し、ベイヤースドルフ戦闘団を援護した。最終的に師団全部がスロバキアに集結した。10月15日以降、師団は2つの戦闘団、ヴィッテンマイヤー戦闘団（3個大隊を含む）とヴィルドナー戦闘団を編成した。1945年2月5日までの間、師団は、第18SS義勇装甲擲弾兵師団 ホルスト・ヴェッセル、第2SS突撃旅団「ディルレヴァンガー」、ウラソフ分遣隊、そしてSS、SDと共に蜂起軍の鎮圧作戦に従事した。 ただし、スロバキア民衆蜂起博物館館長ヤン・スタニスラフは、この時に師団及びウクライナ兵が、スロバキア人に対して行われた残酷な行為に加担したことを否定している。

### 対パルチザン戦
1945年1月末、師団はスロベニアへ移動、2月末から3月末まで他のSS、SD部隊と共にオーストリア・スロベニア国境近くのシュタイアーマルク、コロシュカでユーゴスラビアパルチザンの掃討作戦に従事した。共産系ゲリラと戦う一方で、師団は反共系パルチザン、チェトニックとは協力関係を維持した。この作戦間に、師団は第31SD防衛大隊（別名、ウクライナ防衛軍団）を吸収した。3月31日に赤軍が戦線を突破し、ハンガリーからオーストリアへ進撃を開始すると、師団は反撃のために北のグライヒェンベルクへ移動するよう命令された。

### グラーツ戦
4月1日から終戦まで、第一線に14,000名、補充部隊に8,000名の兵力をもって、師団はオーストリアのグラーツ周辺で戦った。4月初めには、グライヒェンベルクの城と村を、第3親衛空挺師団から分遣された精鋭部隊を含む赤軍部隊から取り戻し、4月15日の反撃も撃退に成功した。この間、師団は約13kmの戦線を維持し続けた。この戦いにおける功績を称えられ、師団のオスタープ・チュチュケーヴィチ親衛隊中尉が一級鉄十字章を与えられた。師団がオーストリアでの戦いにおいて被った損害は、戦死傷者約1,600名にものぼった。

## ウクライナ国民軍
1945年3月17日、ウクライナ亡命者グループによって、ナチス・ドイツおいてウクライナ利害を代表するウクライナ全国委員会が結成されると共に、ウクライナ国民軍（UNA）が編成された。ガリーツィエン師団は名目上ウクライナ国民軍第1師団となったが、ドイツ国防軍最高司令部は第14SS武装擲弾兵師団として戦闘序列の中に置き続けた。師団は1945年5月10日、西側連合軍へ降伏した。

### その後
ウクライナ将兵はイタリア、リミニの収容所へ収容された。ウクライナ国民軍第1師団に改称していたこと、師団将兵が1939年まではポーランド国籍であったという事実、そしてバチカンの介入により、ソビエト連邦への送還は避けられた。ウクライナ東方カトリック教会の司教ブチュコは、ローマ教皇ピウス12世に対して、師団将兵は「良きカトリック教徒であり、熱心な反共主義者である」と取りなした。バチカンの介入を受けてイギリス当局は、師団将兵の登録を戦争捕虜から自発的な降伏者へと変更した。いくつかの情報源によれば、師団将兵のうち176名がヴワディスワフ・アンデルス率いるポーランド軍に参加したと伝えられている。1947年、師団の元将兵は、カナダ、イギリスへの移住を認められた。

## 戦争犯罪への疑惑
カナダのトロント大学で第二次世界大戦とナチス占領下の東欧の歴史研究をしているHoward Margolianは自著「Unauthorized Entry: The Truth about Nazi War Criminals in Canada, 1946-1956」の中で次のように主張している。
『師団が戦争犯罪に関わったその範囲を確定することは難しく、ナチス・ドイツの警察による犯罪行為を認めた場合、少数の警察部隊が師団に移籍していたが、その移籍した部隊のほとんどが1943年春に編成され、フランスにおいて海岸警備を行っていたもので、ウクライナでのユダヤ人の殺害に関与するには移籍があまりにも遅い。また、これらの部隊が師団への所属前にパルチザン掃討活動、または報復活動に参加した証拠は出ていない。しかし、かなりの数の新人が警察大隊に所属する前、イレギュラーな組織において、ウクライナにおけるユダヤ人、共産党員に対する残虐行為を働いた可能性は存在する。だが、カナダ政府及び、カナダのユダヤ人団体によって、師団の行為について調査が行われたが、犯罪の確たる証拠を見つけることはできなかった。』
しかしMichael O. Loguszは著書の中で『1944年7月のブロディの戦いで師団全体が大規模な損失を被って警察部隊が師団に移籍する以前に、警察部隊としての彼らは既に反パルチザン活動に配備されていた。』と主張している。
また、スウェーデンのルンド大学歴史学科のアンダース・ラドリングも、「親衛隊ガリーツェンは、強姦犯、殺人、犯罪者を収容する部隊である親衛隊ゾンダー大隊ディルレヴァンガーと協力し、両組織は時々各部隊間で士官を異動させていた。」「親衛隊ガリーツェンには、1941年夏にユダヤ人の大量虐殺に参加したウクライナの協力組織であるナハティガル大隊出身の士官と下士官がいた。」と主張した。
特別な論争により、SSガリツィア師団がフタ・ピェニャツカでの大虐殺、及び、ワルシャワ蜂起の鎮圧に参加したという主張がなされている。

### フタ・ピェニャツカ虐殺
1944年の冬から春にかけて、師団はウクライナ西部でポーランド人村落を破壊した。1944年2月23日、師団所属部隊のうち（第4、第5連隊とされているが、1944年5月まで訓練を行っていた）2つの部隊が、ユダヤ人の隠れ家で、またポーランド国内軍、共産ゲリラの本拠地フタ・ピェルニャツカでポーランド国内軍、および赤軍パルチザンの掃討活動に参加した。先に部隊から分遣されていた兵士のうち二名が襲撃を受けていたこともあり、フタ・ピェルニャツカでは大虐殺が発生、村は破壊され、500から1,200名が殺害されたとされるが、資料によって説明は異なっている。ポーランド側の情報によると、村人らは逃げようとしたが、情け容赦なく納屋に閉じ込められ、焼き殺されたとしている。ウクライナ国立学士院歴史研究所によれば、師団の第4、第5連隊は実際に村の中で住民を殺害したと結論付けた。しかしポーランド側の報告書を引用しつつ、村人への虐待方法に関する主張は「信じることは疑わしい」と付け加えている。
ポーランド国内軍が毎週公表していた資料、「赤色の土地公報 Biuletyn Ziemi Czerwienskiej」の1944年3月26日付第12号によれば、ピドカーミニ、ブロディでの戦いの間、捕虜となったガリーツィエン師団の将兵200名はソ連の赤軍に連行されたとしている。彼等は2週間前にフタ・ピェニャツカでポーランド住民の殺害に参加しており、その中に捕虜であった赤軍将兵が含まれていたという容疑で、ズバーラジュ城で射殺された。
1944年3月2日、師団内の広報誌においては、ウクライナの青年に向けられる記事が師団長によって書かれた。そこには、ポーランド人、ウクライナ人の殺害行為はソビエト連邦によるものとされており、さらに「とてつもないそのような非人道的行為を行った人々がウクライナで見つかったならば、彼等は永遠にウクライナから追放されるであろう」と述べられていた。
歴史家のティモシー・スナイダーは自著「The Reconstruction of Nations. New Haven」の中で、フタ・ピェニャツカにおける例を除けば、ウクライナ西部からポーランドにおける民族浄化において目立った行動は記録されていないと主張している。

#### パリクロフ虐殺
しかし、ポーランドのウクライナ民族主義者の犯罪犠牲者記念協会会長のシュチェパン・シエキエルカは、自著「Ludobójstwo dokonane przez nacjonalistów ukraińskich na Polakach w województwie tarnopolskim 1939-1946」の中で、『1944年3月12日にパリクロフで、後に第14親衛隊擲弾兵師団 (ガリーツィエン)に編入される第4親衛隊警察連隊と地元のUPAおよびSKW民兵によってポーランドの民間人365人が虐殺された』と主張している。

#### ポドカミエン虐殺
また、大戦中にポーランド人に対して犯された大量虐殺の研究者エヴァ・シェマスコは自著「Polska apokalipsa w Podkamieniu」の中で、1944年3月12日から16日の間にマックス・スコルプスキーが指揮するウクライナ反乱軍が、後にガリーツィエンに編入されるSS警察第4連隊の協力を得て、旧タルノーポル州のポドカミエンの村で虐殺を行い、推定で400人から600人のポーランド人が犠牲になったと主張している。

#### ホダチュクフ・ヴィエルキ虐殺
東欧の現代史研究者のグジェゴシュ・フリチュクは自著「Przemiany narodowościowe i ludnościowe w Galicji Wschodniej i na Wołyniu w latach 1931-1948」の中で、1944年4月15日と16日のタルノポリ県で、後にガリツィーエンに編入される第4SS警察連隊の警察官によって民間人250人から862人が殺害されたと主張している。

### ワルシャワ蜂起
SSガリツィア師団がワルシャワ蜂起鎮圧に加わったという主張は長年、論議の対象となっている。ポーランドの歴史家、ルィシャルト・トシェツキとアンジェイ・ジェンバの調査によれば、ワルシャワ蜂起の間、「ガリーツィエン」の軍服を着た部隊は存在しなかったとされている。

### カナダ戦争犯罪調査委員会
1986年10月、カナダの「戦争犯罪調査委員会」においてジュールズ・デシェーヌ（Jules Deschênes）判事は以下の論評を行った。
さらに委員会は以下の声明を発表した。

## 特別注釈
ウクライナの委員会による概略報告においてはOUN/UPAはガリツィア師団の問題について調査は含まれていなかった。しかし、委員会は以下のことを結論付けた。
ノーマン・デイビス教授は師団がドイツに協力したという問題について議論する際に次のことに注意すべきとした。
しかし、カナダのOttawa Citizenの記者デビッド・プリエーゼはカナダの軍事雑誌espritdecorpsの中で、このカナダの委員会による調査を批判している。プリエーゼは本調査について、委員会はカナダに留まり調査の為に現地を訪れる事は一度も無く、ソ連側や東側諸国に保管されている資料を全く調査せず、調査後半に提供された109人の追加リストを調査せず、委員会が証拠を隠蔽しニュルンベルク裁判など他の戦争犯罪裁判の結果を無視した事が明らかになった、と主張している。プリエーゼは本調査について、「ナチス擁護者がガリシア親衛隊第14師団を擁護するために使う最も一般的な方法は、1986年のカナダ戦犯調査委員会を引用することである。」「この報告書はナチス政権の犯罪を誤魔化し続けたい人々や、その残虐行為に協力した熱心な協力者によって利用され続けている。」と主張している。
当時のカナダ政府の公式発表によれば、ウクライナとバルト三国はソ連と東欧諸国に由来するあらゆる証拠の使用に抗議し、そのような証拠は信頼出来ないと主張する一方で、ユダヤ側は犯罪現場から直接提出された証言や文書は非常に重要であり、当時そのような過程でソ連側が虚偽の文書を提供したり目撃者が誰かを中傷したりした事例は一件も知られていなかったと主張し、双方が対立したとされている。この件について委員会は、「東欧圏諸国のものであっても証拠を採用すべきと決定したが、デシェーヌ判事は受入国側に対し(1)機密保持による名誉保護 (2)独立した翻訳者 (3)オリジナル文書へのアクセス (4)以前に与えられた証言へのアクセス (5)カナダの法慣行に従って証人を尋問する自由 (6)証人尋問のビデオ録画などの多数の条件を設定したが、1986年6月まで受入国側から満足のいく回答は得られなかった。」「委員会は戦争犯罪の証拠は東ヨーロッパ諸国に存在する可能性があると考えたが、委員会は1986年10月以降に追加された38人と、更に71人のドイツの科学者および技術者のリストを完全に調査することができなかった。」と記録されている。
モントリオールの記者Taylor C. NoakesはThe Canadian Encyclopediaの中で本調査について、「情報アクセス要求を通じて大幅に編集された文書が公開され、ユダヤ人の殺害に参加したナチス支援のウクライナ警察部隊のメンバーが後にガリシア師団のメンバーであったことが明らかになった。政府はそれを認識していたが、公表しないことを選択した。」「委員会の範囲が限られており、ソ連および東欧の資料を参照せず、ニュルンベルク裁判の結果や他の歴史的先例を参照していないことは明らかであり、一部の文書証拠の隠蔽と検閲、調査を速やかに終わらせるよう政府から圧力をかけられていたことなどを理由に、この調査は歴史的記録を誤魔化したものだと結論付ける人もいる。」と主張している。
Howard Margolianは、信用できる証拠があるにもかかわらず個人への調査が遅れた事などを理由にカナダ政府はナチス戦犯への適切な対応を行っていないとして繰り返し批判されることになった、と主張している。
また、カナダ委員会の報告書は2部で構成されているにもかかわらず、1部のみが公開され、特定の個人に対する申し立てが含まれる2部が機密扱いで長年非公開とされていた。この問題について、カナダのユダヤ人権団体であるブナイ・ブリス・カナダは、2022年8月8日の発表で「ブナイ・ブリス・カナダは、第二次世界大戦の戦争犯罪で捜査されている容疑者の名前の公表をカナダ政府が拒否していることに激怒している。」「カナダ政府はナチスの残虐行為を記録するために不可欠な歴史的研究や文書へのアクセスを保持するために取られた措置、または取られなかった措置に関して責任を負う。」と主張している。

## 近年の状況
2021年4月28日、第14SS武装擲弾兵師団の創設78周年記念日にウクライナの首都キーウで師団を祝うパレード開催され、数百人が参加したとされている。イスラエル・タイムズによれば、ゼレンスキー大統領は、「我々は全体主義政権、特に国家社会主義者のいかなるプロパガンダの表明も、第二次世界大戦に関する真実を修正しようとする試みも断固として非難する。」述べパレードを批判したとされている。
2022年5月7日、ロシアによるウクライナ侵攻を受けて、カナダのグレーター・サドベリーでウクライナを支援する集会が開催された。カナダのCTVニュースは「97歳のヤロスラフ・フンカはウクライナで生まれ、オンタリオ州ノースベイに住んでいます。彼はウクライナ国民との団結を示すためにサドベリーを訪れた。」と紹介し、笑顔で手を振るフンカの写真を掲載した。フンカは取材に対し、「ウクライナ人は勝利するでしょう、そして神のご加護がウクライナにありますように、私はそのように祈ります。」と述べた。
2023年9月24日、CNNの報道によれば、ゼレンスキー大統領がカナダ議会を訪問した際、アンソニー・ロタ下院議長は98歳のヤロスラフ・フンカをウクライナ独立のために侵略者と戦ったと称賛したとされる。それについて、ユダヤ人権団体のマイケル・モスティンは声明で、「フンカに対する議会の態度はとんでもないことだ。」「ナチス部隊である第14武装親衛隊に勤務した後、カナダに移住したフンカは、出席した国会議員や上院議員らからスタンディングオベーションを受けた」と主張した。これに対し、ロタ下院議長は「後に更に多くの情報を知ったので、この人物を賞賛するという決定を後悔した。」「議会に謝罪したい。私の身振りや発言で多くの人を不快にさせたことを深くお詫び申し上げます」と謝罪した。この問題について、最大野党であるカナダ保守党のピエール・ポイエーブルから公的謝罪を要求されたジャスティン・トルドー首相は事件について、「カナダ議会にとって、ひいてはカナダ人全員にとって非常に恥ずかしいことだ」「SS隊員に挨拶する計画については知らなかった」「ウクライナ側も事前連絡を受けていなかった」と述べたとされている。この件についてOttawa CitizenのTristin Hopperは、「カナダは何十年もの間、ナチスを擁護する組織を見逃し公式の隠れ蓑さえ提供してきた。」「カナダには部隊の記念碑が建てられているが、SSの起源については言及を避けている。」「ナチス協力者についてロシア外務省が指摘するたびにカナダ側は「誤報」や「偽情報」だと主張してきた。」と述べた。

## 師団の名称
師団は短い期間、活動したのみであるが、その間に何度も名称を変更している。
- SS防衛師団「ガリーツィエン」（SS Schuetzen Division "Galizien"） もしくはガリツィア師団（ Galizien Division） ：1943年7月30日－1943年8月（編成中）
- SS義勇師団「ガリーツィエン」（SS Freiwilligen Division "Galizien"）：1943年8月－1944年7月27日（訓練中）
- 第14SS武装擲弾兵師団 （ガリツィア第1）（14. Waffen-Grenadier-Division der SS (Galizische Nr.1)）：1944年8月－1944年冬
- 第14SS武装擲弾兵師団 （ウクライナ第1）（14. Waffen-Grenadier-Division der SS (ukrainische Nr.1)）：1944年冬－1945年春
- ウクライナ国内軍第1ウクライナ師団（1 Українська дивізія Української Національної Армії）：1945年春以降

## 師団長
| 着任           | 離任           | 階級（当時） | 氏名                                                |
| -------------- | -------------- | ------------ | --------------------------------------------------- |
| 1943年6月30日  | 1943年11月20日 | 親衛隊中将   | ヴァルター・シーマナ (de:Walter Schimana)           |
| 1943年11月20日 | 1944年4月22日  | 親衛隊少将   | フリッツ・フライターク (de:Fritz Freitag)           |
| 1944年4月22日  | 1944年7月      | 親衛隊少将   | ジルヴェスター・シュタドラー (de:Sylvester Stadler) |
| 1944年7月5日   | 1944年9月      | 親衛隊少将   | ニコラウス・ハイルマン (de:Nikolaus Heilmann)       |
| 1944年9月5日   | 1945年4月24日  | 親衛隊少将   | フリッツ・フライターク (de:Fritz Freitag)           |
| 1945年4月24日  | 1945年5月8日   | 陸軍大将     | パウロー・シャンドルーク (de:Pawlo Schandruk)       |

## 戦闘序列
- 第29SS義勇擲弾兵連隊（ガリツィア第1）（SS-Freiwilligen-Grenadier-Regiment 29 (gal. Nr. 1)）
- 第30SS義勇擲弾兵連隊（ガリツィア第2）（SS-Freiwilligen-Grenadier-Regiment 30 (gal. Nr. 2)）
- 第31SS義勇擲弾兵連隊（ガリツィア第3）（SS-Freiwilligen-Grenadier-Regiment 31 (gal. Nr. 3)）
- 第14SS武装砲兵連隊（Waffen-Artillerie-Regiment der SS 14）
- 第14SS高射砲大隊（SS-Flak-Abteilung 14）
- 第14SS工兵大隊（SS-Pionier-Bataillon 14）
- 第14SS通信大隊（SS-Nachrichten-Abteilung 14）
- 第14SS野戦補充大隊（SS-Feldersatz-Bataillon 14）
- 第14SS師団補給司令部（Kommandeur der SS-Divisions-Nachschubtruppen 14）
- 第14SS医療大隊（SS-Sanitäts-Abteilung 14）
- 第14SS設営大隊（SS-Wirtschafts-Bataillon 14）

## 文献
- （英語） （ウクライナ語） Wolf-Dietrich Heike. The Ukrainian Division 'Galicia', 1943–45, A Memoir. (audiobook) Shevchenko Scientific Society. (1988)
- Jurij Kyryczuk, "Problem ukraińskiej kolaboracji w czasie II wojny światowej" in "Polska-Ukraina" vol 6. , Karta, Warszawa 2002, ISBN 8391511154, pp. 244–266 （ポーランド語）
- Caballero Jurado, Carlos. Breaking the Chains: 14 Waffen-Grenadier-Division der SS and Other Ukrainian Volunteer Formations, Eastern Front, 1941-45. Halifax, West Yorkshire: Shelf Books, 1998 ISBN 1-899765-02-6
- Davies, W.J.K. (1981). German Army Handbook 1939-1945 (Second U.S. Edition ed.). New York: Arco Publishing. ISBN 0-668-04291-5
- Hieke, Wolf-Dietrich (1988). The Ukrainian Division 'Galicia', 1943-45, A Memoir. Shevchenko Scientific Society. ISBN 0-9690239-4-4
- Landwehr, Richard. Fighting for Freedom: The Ukrainian Volunteer Division of the Waffen-SS. 2nd edition. Silver Spring, Maryland: Bibliophile Legion Books, 1985 ISBN 0-918184-05-3
- Logusz, Michael O. (1997). Galicia Division: The Waffen-SS 14th Grenadier Division 1943-1945. Schiffer Publishing. ISBN 0-7643-0081-4
- Melnyk, Michal James (2002). To Battle, The History and Formation of the 14th Waffen SS Grenadier Division (second updated edition 2007 ed.). Helion and Co. ISBN 978-1-874622-19-2
- Munoz, Antonio J. (1991). Forgotten Legions: Obscure Combat Formations of the Waffen-SS. Axis Europa. ISBN 0-7394-0817-8
- Quarrie, Bruce (1983). Hitler's Samurai: The Waffen-SS in Action. Arco Pub. 161 pp.. ISBN 0-668-05805-6
- Williamson, Gordon (1995). Loyalty is my Honor. Motorbooks International. 192 pp.. ISBN 0-7603-0012-7
- Wiktor Poliszczuk Bitter Truth, 403 pages, ISBN 0-9699444-9-7

## リンク
ウィキメディア・コモンズには、第14SS武装擲弾兵師団に関するカテゴリがあります。